# 朗热 (安德尔-卢瓦尔省旧市镇)
朗热（法語：Langeais，法語發音：[lɑ̃ʒɛ] ⓘ）是法国安德尔-卢瓦尔省的一个旧市镇，属于希农区。2017年，朗热与市镇莱塞萨尔合并为新的朗热。

## 地理
朗热（47°19'32"N, 0°24'22"E）面积60.38 平方千米，位于法国中央-卢瓦尔河谷大区安德尔-卢瓦尔省，该省份为法国中西部省份，北起萨尔特省、东北接卢瓦-谢尔省，东南接安德尔省，南至维埃纳省，西临曼恩-卢瓦尔省。
与朗热接壤的市镇（或旧市镇、城区）包括：阿夫里耶莱蓬索、布雷埃蒙、拉沙佩勒欧诺、桑马尔拉皮勒、莱塞萨尔、图赖讷地区马济耶尔、卢瓦尔河畔圣米歇尔。

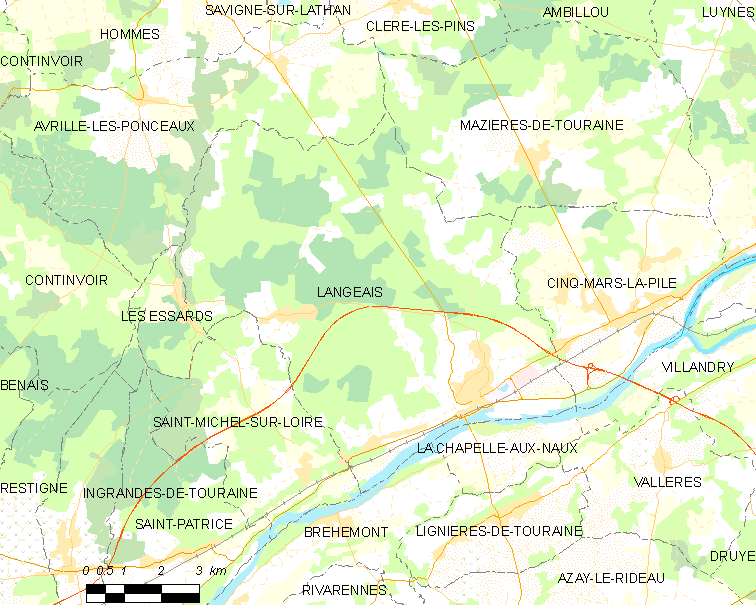
的OSM定位图

朗热的时区为UTC+01:00、UTC+02:00（夏令时）。

## 行政
朗热的邮政编码为37130，INSEE市镇编码为37123。

## 政治
朗热所属的省级选区为朗热县。

## 人口

1962-2008年间人口变化图示

朗热于2016年1月1日时的人口数量为4667人。